# جبل ظلم
جبل ظلم هو جبل يقع في محافظة سراة عبيدة الواقعة بمنطقة عسير جنوب غرب السعودية، ويعتبر أحد أهم رموزها الطبيعية حيث يشغل مساحة كبيرة، ويقع في وسط المحافظة وهو الأمر الذي يجعل مشاهدته ممكنة من معظم أرجاء المحافظة. يقع الجبل تقريباً خلف مستشفى سراة عبيدة العام، كما تقع بالقرب منه الشركة السعودية للكهرباء الخاصة بالمحافظة. يقع على الجبل أحد الفنادق، بالإضافة إلى قاعة مناسبات «استراحة البلدية» تقع على قمة الجبل، وتستخدم هذه القاعة لاستقبال ضيوف المحافظة. يقع الجبل ضمن نطاق إحدى قرى المحافظة وتسمى «وقشة» ويمكن مشاهدة الجبل من معظم أرجاء المحافظة وذلك يعود إلى حجمه وتمركزه في قلب المحافظة.
وتقع ظلم بالقرب من المناجم ومواقع التعدين القديم الواقع في تلك الناحية.سمي بذلك لظلمته عن الأرض البيضاء
والمكان حول جبل ظلم فضاء واسع ورحب أرضه مستوية تنبت بها النباتات البرية التي تتميز بها طبيعة المنطقة وهي الثمام والرمث والنصي وتزدهر هذه النباتات مع نباتات أخرى مثل الخزامى والشيح والشمطري في أوقات هطول الأمطار وعندما تنتشر فيها قطعان الإبل العفر وترى جبل ظلم من خلفها فان عينك لا تكاد تذهب عن هذا المنظر الجميل في عالية نجد.

## تاريخ الجبل[2]
ظلم جبل أسود مرتفع تشاهده من مسافات بعيدة يمر به الطريق السريع حاليا وقامت حوله بلدة تسمى ظلم وهذا الجبل من معالم عالية نجد ذكره المؤرخون والجغرافيون في كتبهم لوقوعه على طريق الحاج القديم بين نجد ومكة المكرمة كما انه على مقربة من طريق الحاج القديم البصرة مكة المكرمة والمعروف باسم طريق زبيدة وقد قيل في معجم العالية هو جبل اسود كبير في ناحية الشمالية ماء مر، عد يدعى الطفية، يقع غرب سفوه وشمالا شرقيا من جبل حضن الشهير، يمر طريق السيارات المسفلت الذاهب من عفيف إلى الطائف من جانبه الجنوبي.
وجبل ظلم معروف بهذا الاسم منذ القدم وقديما كان واقعا في اعلام بلاد عبد الله من كلاب.

## تصنيفاته
صُنّف جبل ظلم ضمن القمم الجبلية التي ترتفع عن 2500 متر في المملكة العربية السعودية، حيث يرتفع نحو 2575 م،
وتم التعرف على ارتفاع القمم الجبلية عن طريق الخرائط الكنتورية.